# Eddie Cheever III
Eddie Cheever III, właśc. Edward Mackay Cheever III (ur. 6 czerwca 1993 roku w Rzymie) – włoski kierowca wyścigowy. Syn byłego kierowcy Formuły 1 Eddiego Cheevera.

## Kariera
Eddie karierę rozpoczął w roku 2006, od startów w kartingu. W 2009 roku zadebiutował w serii wyścigów samochodów jednomiejscowych – Szwajcarskiej Formule Renault. Reprezentując ekipę Jenzer Motorsport, Cheever ośmiokrotnie sięgał po punkty, a w klasyfikacji generalnej uplasował się na 11. miejscu. Poza tym wystartował także w pięciu czterech eliminacjach włoskiego cyklu. Ukończywszy siedem z ośmiu wyścigów, punktował we wszystkich, najlepiej spisując się na torze Imola, gdzie dwukrotnie dojechał na piątej lokacie. Zdobyte punkty sklasyfikowały go na 14. pozycji.
W 2010 roku przeniósł się do nowo powstałej Formuły Abarth, gdzie ponownie współpracował ze szwajcarską ekipą. Włoch dziesięciokrotnie sięgał po punkty, raz stając przy tym na najniższym stopniu podium. Dokonał tego w drugim starcie, na torze w Varano. Uzyskane punkty uplasowały go na 10. lokacie.
W 2011 roku podpisał kontrakt z zespołem Lucidi Motors, na udział we Włoskiej Formule 3. Cheever punktował we wszystkich startach, w których dojechał do mety, trzykrotnie przy tym mieszcząc się w pierwszej trójce. Ostatecznie zmagania zakończył na 9. miejscu.
W sezonie 2012 Eddie rywalizował o tytuły mistrzowskie w dwóch klasyfikacjach – europejskiej oraz włoskiej – reprezentując włoską ekipę Prema Powerteam. W europejskim cyklu dwunastokrotnie stawał na podium, czterokrotnie przy tym odnosząc zwycięstwo (ośmiokrotnie sięgał po pole position oraz pięciokrotnie uzyskał najszybszy czas okrążenia). We włoskiej edycji dziewięciokrotnie mieścił się w czołowej trójce, a w dwóch startach okazał się najlepszy (czterokrotnie odnotował pierwsze pole startowe oraz wykręcił najszybsze okrążenie). Włoch w pierwszej klasyfikacji uzyskał najwięcej punktów, jednak po kilku godzinach zdyskwalifikowano jego wyniki na torze Monza, przez co utracił tytuł mistrzowski, na rzecz swojego rodaka Riccardo Agostiniego. W drugiej przegrał różnicą kilku punktów, jednak kara o mało nie zepchnęła go na trzecie miejsce w końcowej klasyfikacji.
W roku 2013 ponownie ścigał się w Prema Powerteam, tym razem jednak w Mistrzostwach Europy Formuły 3. Z dorobkiem 50 punktów ukończył tam sezon na trzynastej pozycji w klasyfikacji generalnej.

## Statystyki
| Sezon | Seria                                | Zespół            | Wyścigi | Zwycięstwa | PP | NO | Podium | Punkty | Pozycja |
| ----- | ------------------------------------ | ----------------- | ------- | ---------- | -- | -- | ------ | ------ | ------- |
| 2009  | Szwajcarska Formuła Renault          | Jenzer Motorsport | 12      | 0          | 0  | 0  | 0      | 53     | 11      |
| 2009  | Włoska Formuła Renault               | Jenzer Motorsport | 8       | 0          | 0  | 0  | 0      | 98     | 14      |
| 2010  | Formuła Abarth                       | Jenzer Motorsport | 14      | 0          | 0  | 0  | 1      | 52     | 10      |
| 2011  | Włoska Formuła 3 (włoska edycja)     | Lucidi Motors     | 16      | 0          | 0  | 0  | 3      | 77     | 9       |
| 2012  | Włoska Formuła 3 (europejska edycja) | Prema Powerteam   | 24      | 4          | 8  | 5  | 12     | 248    | 2       |
| 2012  | Włoska Formuła 3 (włoska edycja)     | Prema Powerteam   | 18      | 2          | 5  | 3  | 9      | 176    | 2       |
| 2013  | Europejska Formuła 3                 | Prema Powerteam   | 30      | 0          | 0  | 0  | 0      | 50     | 13      |
| 2013  | Masters of Formula 3                 | Prema Powerteam   | 1       | 0          | 0  | 0  | 0      | N/A    | 6       |